# Cassidy Klein
Cassidy Klein (San Francisco, Kalifornia, 1991. május 29. –) amerikai pornószínésznő.

## Élete
Cassidy Klein Chelsea Brooke Wallace néven született 1994 novemberében, San Franciscóban. Orange megyében nőtt fel, iskolásként balettezett.
Mielőtt a felnőtt filmes szórakoztatóiparban vállalt volna szerepet, kisebb reklámfilmekben szerepelt. 2014 januárjában, 23 évesen szerepelt az első felnőtt tartalmú filmjében, ekkor még Bridget Bond néven. Az év májusában vette fel a ma napig használt művésznevét.  Olyan, az iparágban nagynevű filmstúdiókkal dolgozott, mint a New Sensations, Evil Angel, a Zero Tolerance, Girlfriends Films és a Naughty America. 
2016-ban az AVN és az XBIZ  is az év legjobb új színésznőjének jelölte. Utóbbi díjat a legjobb női szereplő kategóriában el is nyerte az Új kezdetek című filmjéért.
Több mint 290 filmet vett fel pornószínésznőként.

## Díjak
- 2017 XBIZ-díj – Legjobb női szereplő, páros jelenet